# مجموعة مستخدمي لينوكس
مجموعة مستخدمي لينكس (بالإنجليزية: Linux User مجموعةوالمعروفة اختصارا بـ LUG)‏ هي مجموعات خاصة، لا تهدف للربح عادة توفر الدعم والمساعدة والتعليم لمستخدمي لينكس، وخاصة للمستخدمين غير المتمرسين. يشير المصطلح عادة لمجموعات محلية تلتقي بشكل شخصي، ولكنها أيضا تشير إلى مجموعات تتواصل عبر شبكة الإنترنت وقد يكون أعضائها موزعين على بقعة جغرافية كبيرة ولا يرتبطون بلقاء في موقع جغرافي ما. هناك أيضا مجموعات مشابهة مثل مجموعات مستخدمي BSD (BUG) ولكن العديد من مجموعات مستخدمي لينكس تضم في صفوفها مستخدمين لأنظمة فري بي ‌إس ‌دي وغيرها من أنظمة يونكس الحرة.

## وصلات خارجية
- Linux User Groups list
- DMOZ Linux User Groups list
- Linux User Groups List (Léa-Linux) (text is in French)
- UK Linux User Groups List
- China GNU/Linux User Groups List
- Linux Australia LUG list
- LUGs list for India & Asia
- I Linux User Group italiani
- The Linux Documentation Project's Installfest